# 石谷因清
石谷 因清（いしがや よりきよ）は、江戸時代の旗本。

## 生涯
安永2年（1773年）3月25日、15歳の時にはじめて徳川家治に拝謁する。安永9年（1780年）4月4日に父である石谷澄清の遺跡を継ぎ、天明元年（1781年）5月7日に御小姓組の番士となり、天明5年（1785年）9月に遠江国榛原郡の領地を遠江国豊田・城東二郡に移された。のち、的を射て時服を賜ったという。

## 子女
- 豊吉

早世
- 榮次郎
- 石谷直清

仁賀保誠善（旗本、1,000石）の三男であったが、石谷因清の娘を妻にしてその跡を継いだ。
- 女子

石谷直清の妻となる。